# Морфотропия

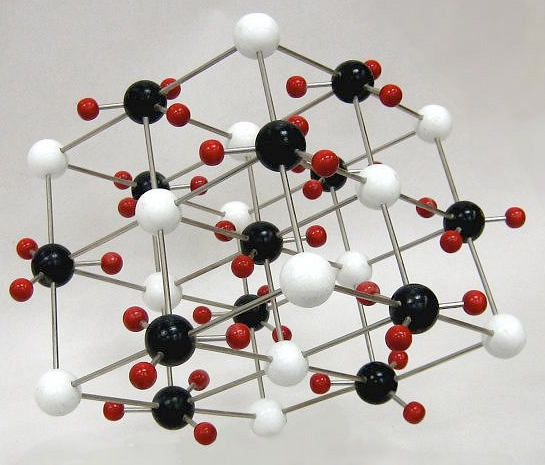
Структура кальцита

Морфотропия (от др.-греч. μορφή — «форма» и др.-греч. τροπή — «поворот») — в кристаллохимии, изменение структуры и свойств кристаллов при изменении их химического состава. Её связывают с закономерным изменением атомных или ионных радиусов в рядах однотипных химических соединении.

## История
Термин был введён в 1870 году немецким минералогом П. Г. Гротом. Он обратил внимание на изменение кристаллических форм в группах минералов под влиянием закономерного замещения их химических составных частей.
По Гроту — закономерное изменение кристаллической формы данного химического тела при замещении некоторых атомов, входящих в состав его молекул (первоначально водорода), другими атомами или группами атомов (радикалами). Так например, мочевина CO(NH2)2 кристаллизуется в квадратной системе, обладает полной спайностью по {110}, меньшей спайностью по {001}; метилмочевина же — Н2N.СО.NH.СН3 принадлежит к ромбической системе, обладает наибольшей спайностью по плоскостям призмы (почти прямоугольной), и меньшей по {001}. Близость кристаллической их структуры, следовательно, в высшей степени замечательна, а сравнение их топических осей [для 1-й — χ = 3,778, ψ = 3,778 и ω = 3,148, a для 2-й — χ = 3,673, ψ = 3,713 и ω = 4,502], показывает, что все изменение размеров сводится в сущности к нарастанию кристаллографических элементов по оси с (= kω). Вообще, по Гроту, замещение водорода органических соединений метилом — (CH3), влечёт за собой изменения симметрии кристаллической структуры (в смысле её понижения); но влияние это тем менее заметно, чем больше величина молекулы, в которой произошло замещение (последнее наблюдается и при замещении водорода Cl, Br, J, NO2 и ОН). Замещение водорода хлором, бромом и йодом то же в большинстве случаев понижает степень симметрии. Влияние нитрогруппы вообще значительно слабее, что можно сказать и о влиянии гидроксила. Впрочем играют роль при замещении не только величина и природа замещающих групп, но и положение замещаемого водорода, в силу чего изомерные тела (Изомерия) обладают различной кристаллической структурой.

## Описание
Понятие, обратное изоморфизму, обозначает изменение кристаллической структуры соединения при замене в химической формуле одного из атомов на атом, соседний по группе в периодической системе.
Важным является граница морфотропного перехода.
Примеры:
- ряд карбонатных минералов: сидерит FeСО3, родохрозит МnСО3, магнезит МgСО3, где кристаллическая структура зависит от ионного радиуса катиона.
- ряду хлоридов, увеличение размера катиона в: LiCl, NaCl, KCl, RbCl, CsCl приводит к смене структуры между Rb- и Cs-солями с типа NaCl на тип CsCl, координационные числа катионов 6 и 8 соответственно.